# حشره‌خوار ساوانایی
 حشره‌خوار ساوانایی (نام علمی: Crocidura viaria) نام یک گونه از سرده حشره‌خوارهای دندان‌سفید است.